# Социалдемократи (Дания)
Вижте пояснителната страница за други значения на Социалдемократи.
Социалдемократи (на датски: Socialdemokraterne) е лявоцентристка социалдемократическа политическа партия в Дания.
Тя е основана през 1871 година и от 1924 до 2001 година е водещата партия на всички национални избори, а през голяма част от това време оглавява и правителството. По традиция се ползва с най-голямо влияние в големите градове, западните предградия на Копенхаген и североизточната част на Ютланд. На изборите през 2011 година партията получава най-слабия си резултат от началото на 20 век, но поради относителния успех на останалите леви партии се очаква съставянето на правителство, начело с лидера на Социалдемократи Хеле Торнинг-Шмит. През 2015 година партията отново е първа с 26% от гласовете и 47 места в парламента, но остава изолирана и преминава в опозиция.